# Autobahn Hangzhou–Ruili
Die Autobahn Hangzhou–Ruili oder Hangrui-Autobahn (chinesisch 杭瑞高速公路, Pinyin Hángruì gāosù gōnglù, englisch Hangrui Expressway), chin. Abk. G56, ist eine im Bau befindliche Autobahn in China, die nach Fertigstellung eine Länge von 2.935 km aufweisen wird. Sie beginnt bei der Metropole Hangzhou in der Provinz Zhejiang und führt in westlicher Richtung über Jingdezhen, Jiujiang, Xianning, Yueyang, Changde, Jishou, Zunyi, Bijie, Liupanshui, Qujing in die Hauptstadt von Yunnan, Kunming. Von dort führt sie weiter über Chuxiong nach Ruili an der Grenze zu Myanmar (Birma).
An der Grenze zwischen den Provinzen Guizhou und Yunnan überspannt die 2016 fertiggestellte Beipanjiang-Brücke als derzeit höchste Brücke der Welt das Tal des Flusses Beipan Jiang. Etwa 13 km weiter südwestlich steht die Pulibrücke, die derzeit (2021) dritthöchste Brücke der Welt. Ca. 25 km nordöstlich von Liupanshui steht die Dimuhe-Brücke, ebenfalls eine der höchsten Brücken der Welt.